# Cay von Fournier

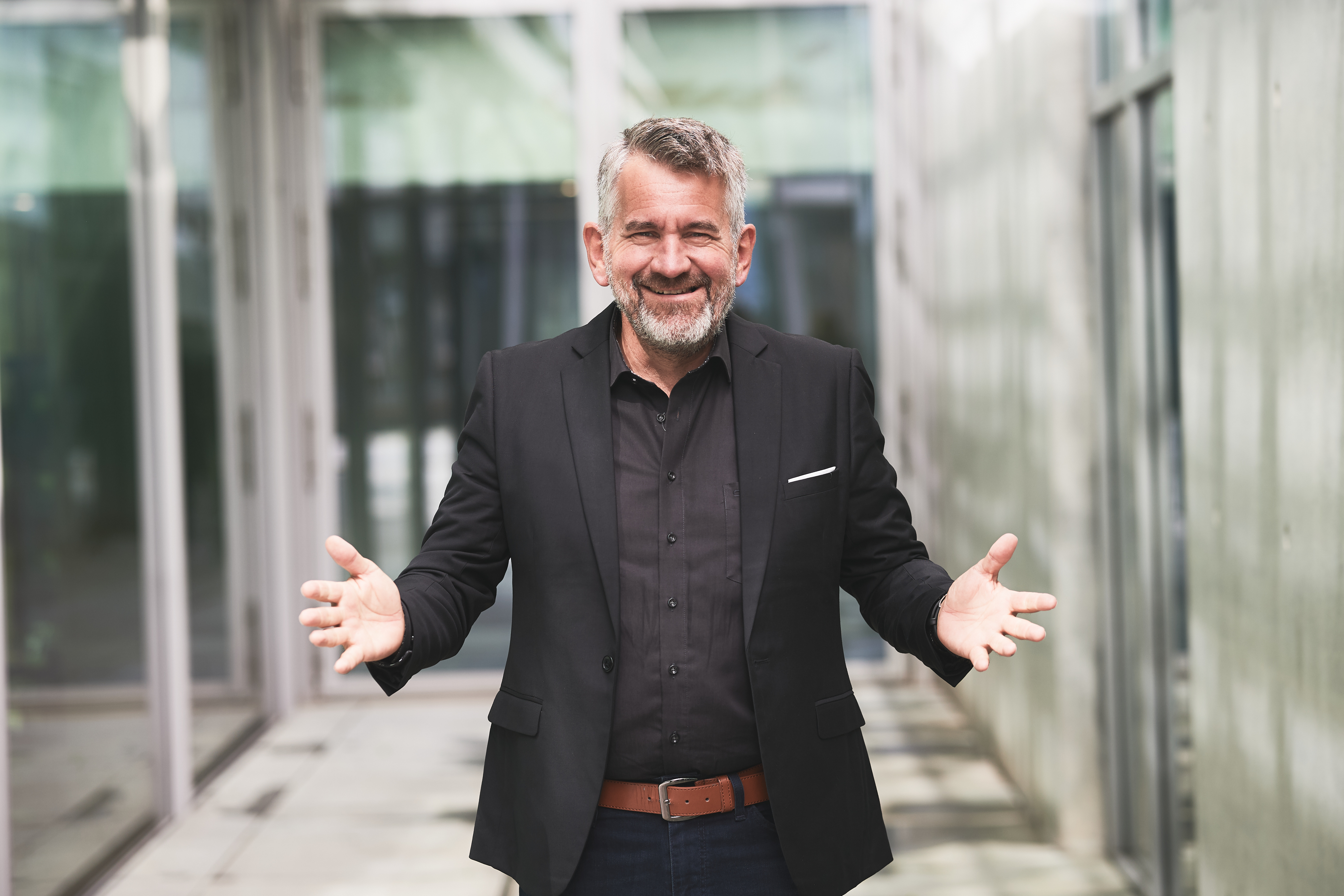
Cay von Fournier (2021)

Cay von Fournier (* 14. Januar 1967 in Kiel) ist ein deutscher Autor, Arzt und Vortragsredner.

## Leben
Cay von Fournier, geboren in Kiel, wuchs in Bayern auf und studierte in Erlangen Medizin. Während des Studiums gründete er ein Unternehmen für Anwendungssoftware der Baubranche. Nach dem Medizinstudium in Deutschland, USA und Neuseeland zog er 1994 nach Berlin und war als Assistenzarzt sechs Jahre lang im Virchow-Klinikum der Charité tätig. 1998 promovierte er in Medizin an der Berliner Humboldt-Universität und wurde 1999 Facharzt für Chirurgie. 2000 wechselte er in die Strategieberatung von Accenture und promovierte 2002 in Wirtschaftswissenschaften an der Technischen Universität Dresden.
2002 übernahm er das SchmidtColleg, ein Management-Institut für den Mittelstand. Das von Cay von Fournier entwickelte System UnternehmerEnergie 5.0 findet in mehr als 5.000 mittelständischen Unternehmen Anwendung.
In seinen Büchern setzt sich von Fournier mit Themen um den Bereich ganzheitliche Unternehmensführung auseinander: wertorientiertes Führen, Unternehmenskultur, Positionierungsstrategien, Work-Life-Balance, Gesundheitsmanagement, Zeitmanagement und New Work.
2013 wurde er in die Jurys der Projekte „TOP JOB“ (Auszeichnung der drei besten „Arbeitgeber des Jahres“) und „TOP 100“ (Auszeichnung der hundert innovativsten Unternehmen im Mittelstand) berufen.
Heute lebt er in Galgenen, Kanton Schwyz.

## Veröffentlichungen
- Das Geheimnis der LebensBalance: Impulse für beruflichen Erfolg und privates Glück. SC Verlag 2003, ISBN 3-926-25828-4
- Führen mit dem inneren Schweinehund. Campus Verlag 2007, ISBN 3-593-38295-4
- Die 10 Gebote für ein gesundes Unternehmen: Wie Sie langfristigen Erfolg schaffen. Campus Verlag 2005, 2. Edition 2010, ISBN 3-593-39329-8
- Exzellenz im Mittelstand. Inspirationen führender Experten und Unternehmer für wirksame Führung und erfolgreiches Management. Linde Wien 2010, ISBN 978-3-7093-0330-6
- Unternehmer Energie. Die Praxis der Unternehmensführung. Gabal 2011, ISBN 3-869-36180-8
- Wirtschaft braucht Werte (Keynotes). Kindle-Ausgabe, Campus Verlag 2012
- Der perfekte Chef: Führung, Mitarbeiterauswahl, Motivation für den Mittelstand. Campus Verlag 2012, ISBN 3-593-39622-X
- Wert schaffen durch Werte: Nachhaltiger Unternehmenserfolg in Zeiten der Veränderung. Solide, gesund, erfolgreich: Mittelständler im Porträt. SC Verlag 2012, ISBN 3-981-40338-X
- Corporate Excellence – Hidden Champions des Mittelstandes. SchmidtColleg GmbH & Co. KG 2015, ISBN 3-943-87903-8
- Hidden Champions des Mittelstands. Mit Sympathie zur Exzellenz. SchmidtColleg GmbH & Co. KG 2017, ISBN 978-3-943879-06-3,
- Hidden Champions des Mittelstands. Unternehmenserfolg in besonderen Zeiten. Wie stille Stars Veränderungen bewirken. SchmidtColleg GmbH & Co. KG 2021, ISBN 978-3-949685-02-6
- Das gelungene Leben – Anleitung für Ihr persönliches Leitbild als Grundlage der Lebensführung. SchmidtColleg GmbH & Co. KG 2016, ISBN 978-3-949685-01-9,
- 20 Stunden neue Zeit Journal – Besser arbeiten & leichter leben. SchmidtColleg GmbH & Co. KG 2021, ISBN 978-3-949685-00-2
- 20 Stunden neue Zeit pro Woche. SchmidtColleg GmbH & Co. KG 2022, ISBN 978-3-949685-03-3